# Siebestock

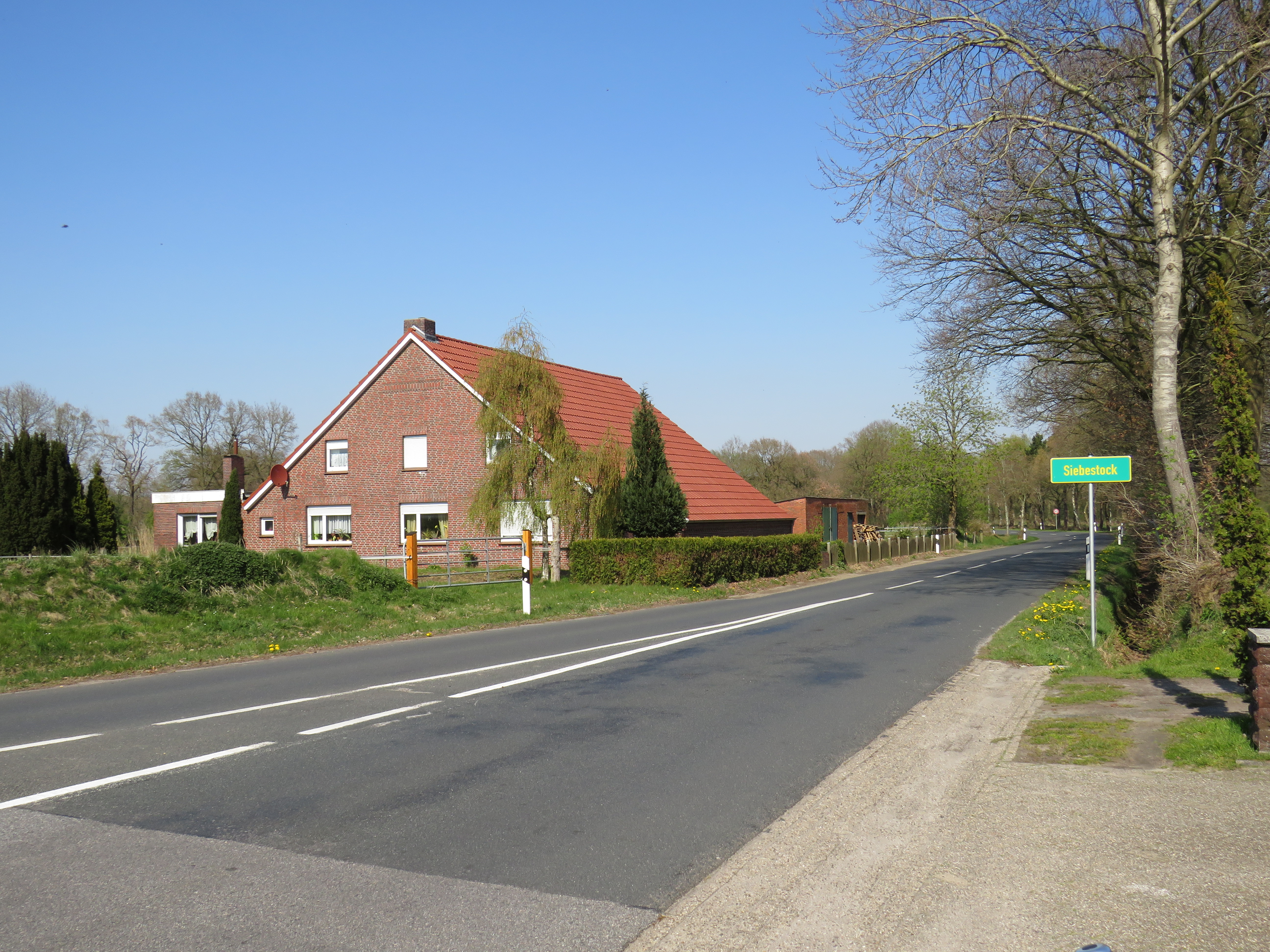
Siebestock

Siebestock ist ein Ortsteil der Gemeinde Holtland in der Samtgemeinde Hesel im Landkreis Leer in Niedersachsen.
Das Dorf ist eine 1774 an der Grenze zu Hasselt und Barthe angelegte Moorkolonie. Im Gegensatz zu der etwa gleichzeitig angelegten Kolonie Nücke gelangten die Bewohner von Siebestock schnell zu einem gewissen Wohlstand. Dies ist in dem guten Standort auf einem Geestrücken begründet, auf dem der Getreideanbau möglich war. Im Südwesten gab es zudem Weideflächen. Im 19. Jahrhundert breitete sich der Baptismus in Siebestock aus. Um 1812 hatte der Ort 64 Einwohner. Heute leben etwa 80 Bewohner in Siebestock.